# Rent-A-Cop
Rent-a-Cop is een Amerikaanse thriller-filmkomedie uit 1987 geregisseerd door Jerry London. De film is een productie van Kings Road Entertainment die ook de distributie doet.

## Synopsis
Tony Church wordt ontslagen bij de politie van Chicago, nadat tijdens een drugsinval de rest van zijn team werd vermoord door Dancer, een gemaskerde misdadiger. Dancer gijzelt de luxe-prostituee Della, maar zij ontsnapt. Della vreest voor haar leven, omdat ze de enige is die het gezicht van Dancer heeft gezien. Ze gaat op zoek naar Tony die nu als beveiligingsagent werkt. Ze overtuigt hem om haar persoonlijke bodyguard te worden totdat Dancer is opgepakt. Uiteindelijk beseffen ze dat Dancer enkel kan opgepakt worden door Della als lokaas te gebruiken.

## Rolverdeling
| Acteur           | Personage           |
| ---------------- | ------------------- |
| Burt Reynolds    | Tony Church         |
| Liza Minnelli    | Della Roberts       |
| James Remar      | Adam "Dancer" Booth |
| Richard Masur    | Roger Latrele       |
| Dionne Warwick   | Beth Connors        |
| Bernie Casey     | Lemar               |
| Robby Benson     | Andrew Pitts        |
| John P. Ryan     | Commander Wieser    |
| John Stanton     | Haskell Alexander   |
| Michael Rooker   | Joe                 |
| Larry Dolgin     | Capt. James         |
| Roslyn Alexander | Miss Barley         |
| Cyrus Elias      | Victor              |

## Prijs en nominatie
| Westrijd                     | Categorie         | Ontvanger(s)  | Resultaat   | Ref.  |
| ---------------------------- | ----------------- | ------------- | ----------- | ----- |
| Golden Raspberry Awards 1988 | Slechtste actrice | Liza Minnelli | Gewonnen    | [ 1 ] |
| Golden Raspberry Awards 1988 | Slechtste acteur  | Burt Reynolds | Genomineerd | [ 1 ] |